# راسموس بارتولین
راسموس بارتولین (دانمارکی: Rasmus Bartholin؛ ۱۳ اوت ۱۶۲۵ – ۴ نوامبر ۱۶۹۸ (۷۳ سال سن) فیزیکدان و زبان‌شناس اهل دانمارک بود.

## زندگی‌نامه
بارتولین در راسکیله زاده شد. او پسر کاسپار بارتولین بزرگ و آنا فیک، دختر ریاضی‌دان توماس فینک بود.
به عنوان بخشی از تحقیقاتش، او در اروپا برای ده سال به سفر پرداخت. او در هلند، انگلستان، فرانسه و ایتالیا ساکن شد. در سال ۱۶۴۷ او مدرک کارشناسی ارشد از دانشگاه کپنهاگ دریافت کرد. او در سال ۱۶۵۴ از دانشگاه پادووا نیز مدرک پزشکی دریافت کرد.
او در دانشگاه کپنهاگ به عنوان استاد هندسه و سپس در پزشکی فعالیت داشت. او همچنین رئیس دانشکده پزشکی، کتابدار و رئیس بود. او در زبان لاتین نخستین کتاب دستور زبان دانمارکی را در سال ۱۶۵۷ به نام De studio lingvæ danicæ نوشت.
او به‌طور ویژه برای کشف کردن دوشکستی موج نوری کلسیت شناخته شده‌است. او از این رخداد یک توضیح کامل نوشته بود اما از آنجایی که در آن زمان طبیعت فیزیکی نور به خوبی شناخته نشده بود او نتوانست توضیح دهد.
او برادر کوچکتر توماس بارتولین نیز بود.